# Bill Dana
Pour l'astronaute américain de même nom, voir William H. Dana.
William Szathmary dit Bill Dana est un acteur, scénariste et producteur américain né le 5 octobre 1924 à Quincy (Massachusetts, États-Unis) et mort le 15 juin 2017 à Nashville (Tennessee).
Dans les années 1960, il devient populaire, apparaissant dans les émissions de télévision telles que The Ed Sullivan Show ou Make Room For Daddy sous les traits d'un personnage comique nommé José Jiménez, que Dana présente le plus souvent comme étant un astronaute d'origine bolivienne.

## Biographie
Né à Quincy, dans le Massachusetts, William Szathmary est le plus jeune des six enfants de Joseph et Dena Szathmary. L'un de ses frères est Irving Szathmary (né Isadore Szathmary, 1907-1983), compositeur du thème musical de Max la Menace (Get Smart).
Pendant la Seconde Guerre mondiale, il a servi dans l'armée au sein de la 66e division d'infanterie du 263e régiment d'infanterie comme artilleur, ainsi qu'un interprète non officiel. Il sera décoré de la médaille Bronze Star pour ses services. 
De retour à la vie civile, Dana entre comme stagiaire au célèbre Studio 6B de NBC. Parallèlement il présente les numéros comiques dans les boîtes de nuit autour de New York avec son partenaire Gene Wood (en). Il prend un nom de scène dérivé du prénom de sa mère Dena. Dans les années 1950, il se produit dans The Imogene Coca Show, The Danny Thomas Show et The Martha Raye Show, il écrit et produit également The Spike Jones Show.
Sa carrière prend un tournant majeur quand il commence à écrire des sketchs de stand-up pour le jeune comédien Don Adams, y compris pour sa prestation dans le désormais célèbre Max la Menace. De là, il est repéré pour écrire pour The Steve Allen Show, où il crée le personnage de José Jiménez en 1959. Cherchant ses mots et parlant lentement avec un fort accent hispanique celui-ci se présente tantôt comme instructeur de formation professionnelle des pères Noël, tantôt comme liftier, marin et capitaine d'un sous-marin avant de s'établir dans son occupation la plus célèbre, celle d'un astronaute qui lui vaudra une nomination au Grammy Award for Best Comedy Album (Jose Jimenez the Astronaut) en 1961. En 1961 également, Dana fait la première des huit apparitions sur The Danny Thomas Show, jouant Jimenez-groom. Le personnage est tellement bien reçu qu'il le transfère dans son propre sitcom de NBC, The Bill Dana Show (1963-1965) dont l'histoire se déroule dans un hôtel chic de New York. Son chef y est joué par Jonathan Harris. La distribution comprend également Don Adams comme un détective de maison désespérément inepte nommé Byron Glick. Au fur et à mesure que le temps passait, Dana se rendit compte que cet humour ethnique devenait offensant, et les groupes hispaniques commençaient à manifester leur mécontentement. Au printemps 1970, Dana annonce la mort de José Jiménez lors du congrès d'Hispaniques et Latino-Américains des États-Unis,,.

## Filmographie

### comme acteur
- 1956 : The Steve Allen Show (série télévisée) : José Jiménez (1959-1960)
- 1963 : The Bill Dana Show (série télévisée) : José Jiménez
- 1966 : Alice in Wonderland or What's a Nice Kid Like You Doing in a Place Like This? (TV) : The White Knight
- 1966 : I Want My Mummy : Jose Jimenez (voix)
- 1966 : Las Vegas (série télévisée) : Host
- 1967 : Un italiano in America
- 1967 : The Busy Body : Archie Brody
- 1972 : The Snoop Sisters (TV) : Melvin Kaplan
- 1974 : Harrad Summer : Jack Schacht
- 1975 : I Wonder Who's Killing Her Now : Harold Booker
- 1977 : Rosetti and Ryan: Men Who Love Women (TV) : Sergent Pete Agopian
- 1978 : A Guide for the Married Woman (TV) : Ed Small
- 1980 : Le Plus Secret des agents secrets (The Nude Bomb) : Jonathan Levinson Seigte
- 1981 : Les Feux de la passion (en) (Murder in Texas) (TV) : Bill Dana
- 1982 : No soap (No soap, radio) (série télévisée) : M. Plitzky
- 1982 : I've Had It Up to Here (TV)
- 1983 : Zorro et fils (Zorro and Son) (série télévisée) : Bernardo
- 1983 : L'Étoffe des héros (The Right Stuff) : Jose Jimenez
- 1988 : The Smothers Brothers Comedy Hour (série télévisée) : José Jiménez
- 1991 : Lena's Holiday : Armenian Cabbie
- 2001 : Now That's Funny! (TV)

### comme scénariste
- 1961 : The Spike Jones Show (série télévisée)
- 1980 : Le Plus Secret des agents secrets (The Nude Bomb)

### comme producteur
- 1960 : Swinging Spiketaculars (série télévisée)